# Marino Giudice
Marino del Giudice (Amalfi, c. 1305 - Génova, dezembro de 1385 ou 11 de janeiro de 1386) foi um cardeal italiano do século XIV. Foi executado por conspiração contra o Papa Urbano VI.

## Biografia
Nascido em Amalfi, também é listado como Marino di Vulcano; e seu sobrenome como Judice e Iudice. Obteve doutorado em direito e foi Cônego do capítulo da catedral de Amalfi.
Marino foi eleito bispo de Castellamare em 18 de fevereiro de 1370. Transferido para a sé de Cassano em 18 de maio de 1373, de onde foi expulso em 1378 por apoiar o Papa Urbano VI. Promovido à sé metropolitana de Brindisi-Oria em 1379 e transferido para a sé metropolitana de Taranto antes de 4 de junho de 1380. Nomeado tesoureiro papal naquele mesmo ano. Administrador da sé de Aversa, 13 de novembro de 1381. Administrador de Imola em 1382.
Criado cardeal-presbítero de S. Pudenziana no consistório por volta de 1383 (ou no consistório de 21 de dezembro de 1381). Camerlengo da Santa Igreja Romana em 1383. Legado do Papa Urbano VI na Itália e na Hungria. Arcipreste da basílica patriarcal da Libéria por volta de 1383 até sua morte.

Acusado de conspirar contra o Papa Urbano VI junto com os cardeais Giovanni da Amelia, Gentile di Sangro, Adam Easton, OSB, Ludovico Donato, OFM, e Bartolomeo da Cogorno, OFM; eles foram presos em um consistório público e encarcerados no Castelo de Nocera Umbria em 11 de janeiro de 1385; foram submetidos a tortura. Quando o papa teve que deixar Nocera, forçado pelo exército do rei de Nápoles, ele levou os cardeais acusados para Gênova; todos eles, exceto o cardeal Easton, foram executados na residência papal em Gênova em dezembro de 1385 ou em 11 de janeiro de 1386. O corpo do cardeal Giudice foi jogado ao mar.